# Mieczysław Filipkiewicz
Mieczysław Filipkiewicz (ur. 10 czerwca 1891 w Krakowie, zm. 29 lipca 1951 tamże) – polski malarz.

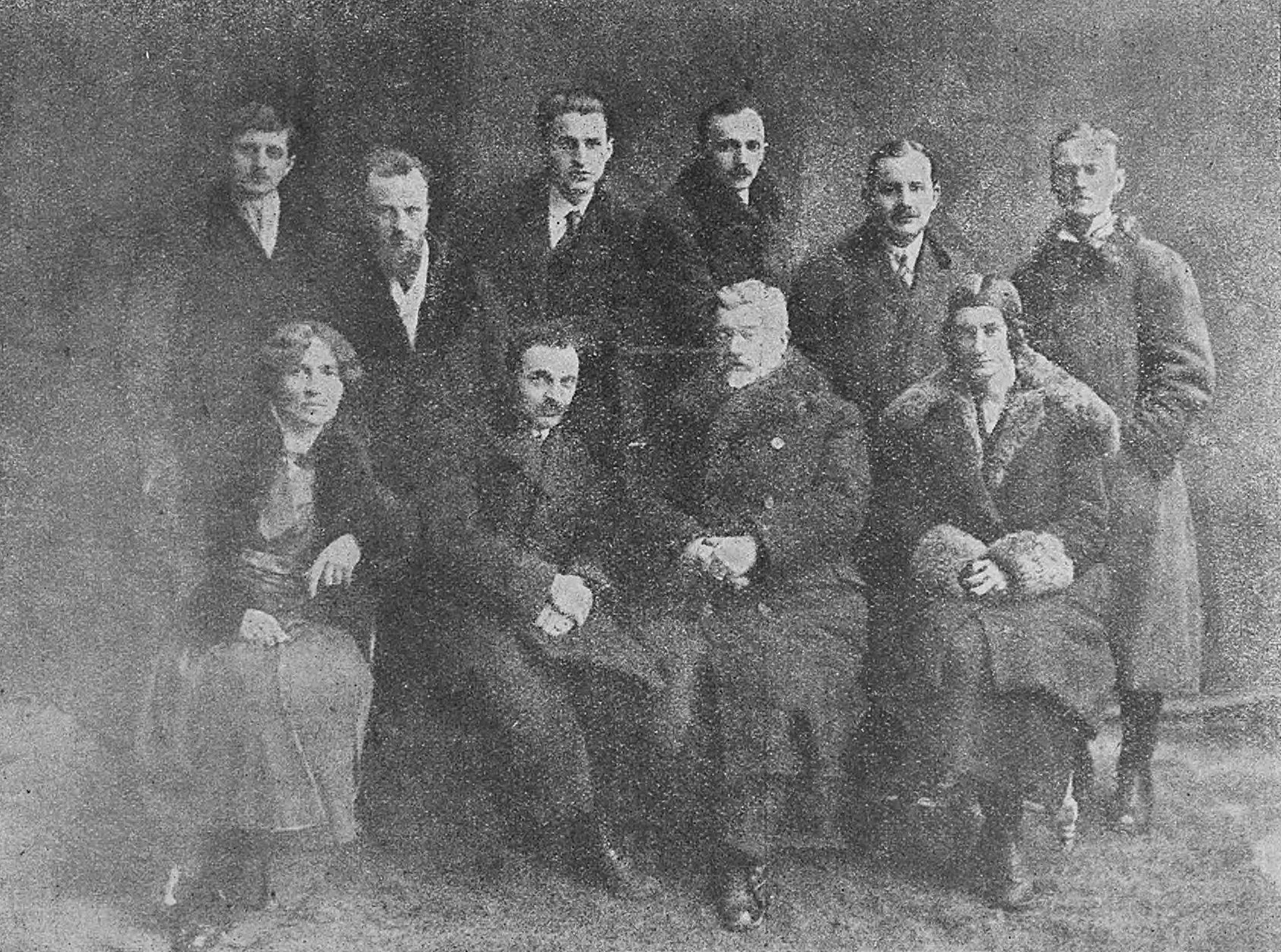
Wydział Związku Polskich Artystów Plastyków w Krakowie w 1923. Mieczysław Filipkiewicz stoi drugi od prawej

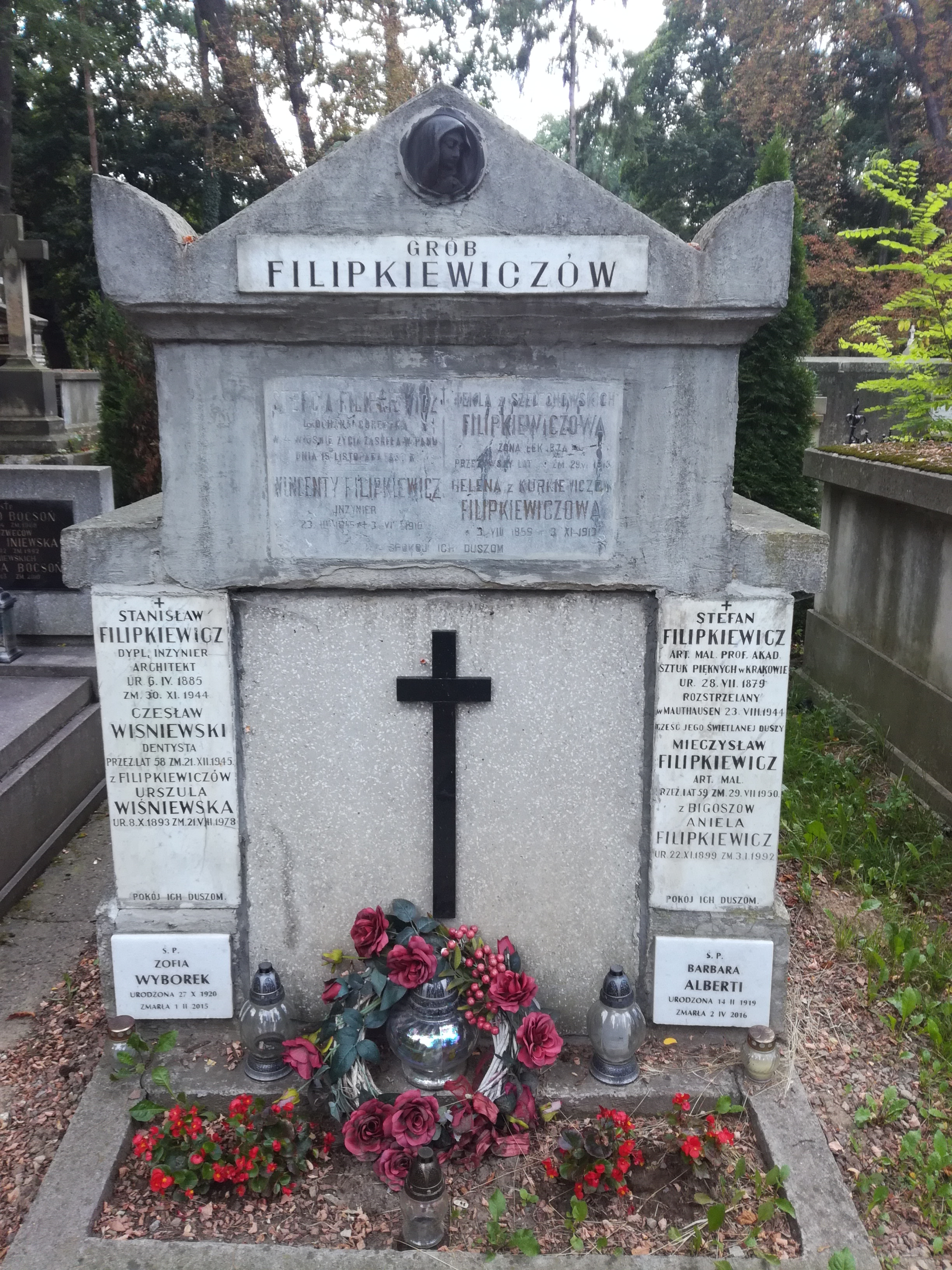
Grób Mieczysława Filipkiewicza na cmentarzu Rakowickim

## Życiorys
Syn Wincentego i Heleny z Kurkiewiczów. Brat Stefana i Stanisława Filipkiewiczów. W 1910 rozpoczął studia w krakowskiej Akademii Sztuk Pięknych, do grona jego wykładowców należeli Stanisław Dębicki, Józef Pankiewicz, Teodor Axentowicz. W 1915 przerwał naukę i zatrudnił się w biurze architektonicznym, gdzie projektował infrastrukturę kolejki wąskotorowej w centralnej Polsce. Następnie wyjechał do Wiednia kontynuować naukę, skąd powrócił w 1921 i ponownie studiował w Akademii Sztuk Pięknych w Krakowie w pracowni Wojciecha Weissa, dyplom uzyskał w 1923. Podczas studiów był wielokrotnie nagradzany, otrzymał również brązowy medal. Od 1925 wystawiał swoje prace w Towarzystwie Przyjaciół Sztuk Pięknych, początkowo był artystą niestowarzyszonym, a następnie przystąpił do Zarządu Zawodowego Związku Artystów Plastyków. W 1923 wybrany wydziałowym Związku Polskich Artystów Plastyków w Krakowie. Tworzył grafiki oraz malował techniką olejną, jego obrazy to przede wszystkim pejzaże w których widać duży wpływ Jana Stanisławskiego. Przedstawiają one zarówno tematykę morską, jak widoki górskie, rzadziej kwiaty i martwe natury. Wiele z nich oprawił w pracowni Roberta Jahody. Pochowany na cmentarzu Rakowickim w Krakowie (kwatera IVa-wsch.).